# Isidoro de María
Pour les articles homonymes, voir Gómez.
Isidoro de María Gómez, né à Montevideo le 2 janvier 1815 et mort dans la même ville le 16 août 1906, était un écrivain, historien, journaliste, professeur et homme politique uruguayen. 

## Biographie
Né à Montevideo, fils de Giovanni Maria di Maria, italien, et de María Luisa Gómez, argentine. Il a étudié à l'école Lancaster (Escuela Lancasteriana) de Montevideo.
En 1829 il a travaillé comme typographe. Il a fondé le journal El Constitucional (1838-1846), sur les questions politiques. 
Il a également été député et vice-consul de l'Uruguay en Argentine.

## Œuvres
- Geografía física y política de la República Oriental del Uruguay (1881)
- Montevideo antiguo (1938, posthume)
- Cantos y bailes negros (1968, posthume)